# Chotoviny
Chotoviny (německy Chotowin) jsou obec v okrese Tábor v Jihočeském kraji. Žije v ní přibližně 1 900 obyvatel.
Jádro obce tvoří dvojice prakticky srostlých vesnic: vesnice Chotoviny tvoří severovýchodní část této dvojvesnice, Červené Záhoří jihozápadní část, do níž spadá i nádraží Chotoviny. Ostatní místní části obce jsou samostatné vesnice v okolí: Liderovice, Rzavá, Moraveč a Řevnov západně od dálnice D3 a souběžné železniční trati, při údolí Košínského potoka. Vrážná, Broučkova Lhota a Jeníčkova Lhota leží na jihovýchodě, Polánka a Beranova Lhota leží západně, Sedlečko severně. K 31. prosinci 2009 bylo v obci udáváno 1700 obyvatel, z toho 1400 v dvojvesnici Chotoviny, v připojených vesnicích 10 až 63 obyvatel (nejméně obyvatel – pod 20 – mají části Liderovice, Polánka, Rzavá a Broučkova Lhota). Rozloha obce je 31,39 km², z toho 5,15 km² zaujímá k. ú. Chotoviny (včetně Polánky).

## Historie

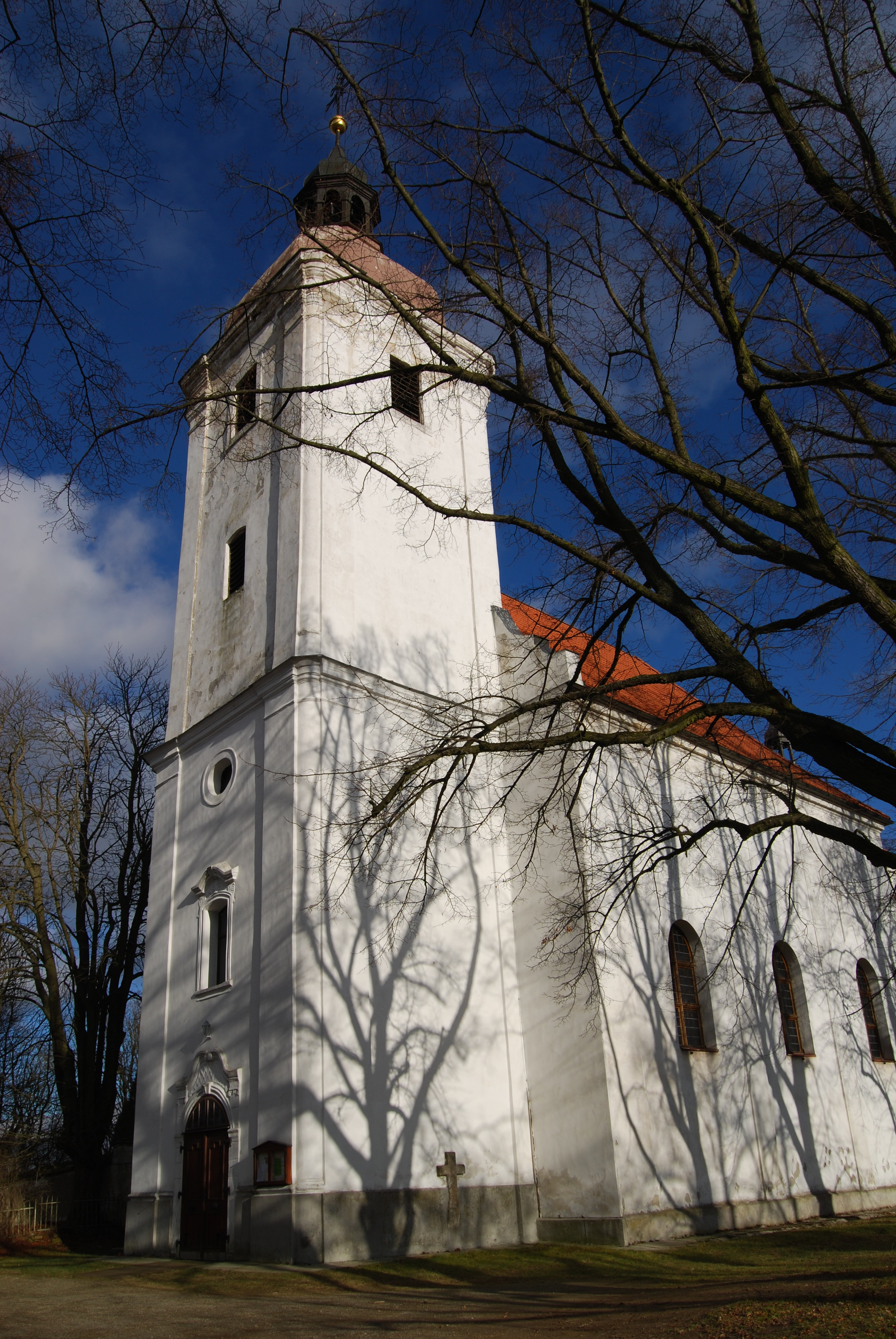
Kostel svatých Petra a Pavla

### Nejstarší dějiny obce

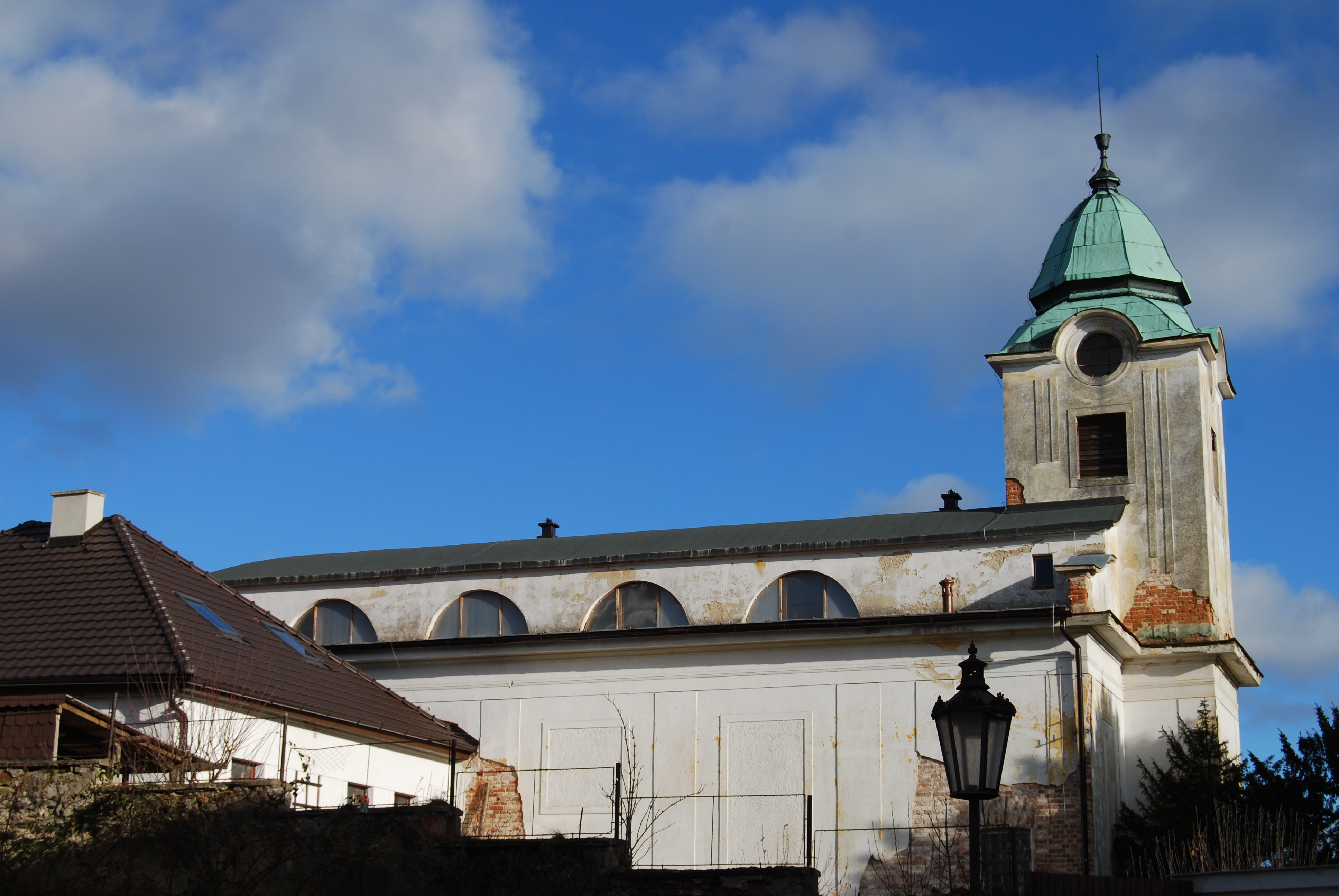
Kostel sboru Církve československé husitské

První písemná zmínka o Chotovinách pochází z 2. července roku 1266. Ve sporu Hynka z Vlašimě a Racka z Tožic se připomíná svědek Bořislav z Chotovin a později roku 1318 i Řivín z Chotovin. Chotoviny ale byly zřejmě osídleny podstatně dříve. Poznámka ve farní kronice z roku 1765 říká, že místní římskokatolický kostel byl postaven již v letech 990 až 1000. Důkazem tohoto tvrzení jsou i nálezy lidských kostí a bronzových náušnic, jež byly nalezeny v okolí kostela ve dvacátých letech 20. století. Kostry patřily podle archeologů už prvním křesťanům z 9. až 12. století.
Na území dnešní obce se nacházely dvě osady: Chotoviny na kopci okolo kostela a Vlkančice jižně od stávajícího zámku. Časem obě vsi splynuly a od 16. století se používá jednotný název Chotoviny.
Vesnici Chotoviny i s dvorem dal roku 1345 král Jan Lucemburský za dluhy pánům z Rožmberka a v jejich držení zůstala až do 16. století. V místech chotovinského zámku stála tvrz, o níž se píše v roce 1407, kdy je připomínán spor majitele Peška. Tvrz měnila v průběhu dalších 200 let často majitele. Až roku 1611 ji spolu s vesnicí Vlkančice koupil Bohuslav Víta ze Rzavého a stal se tak vlastníkem celého chotovinského zboží.

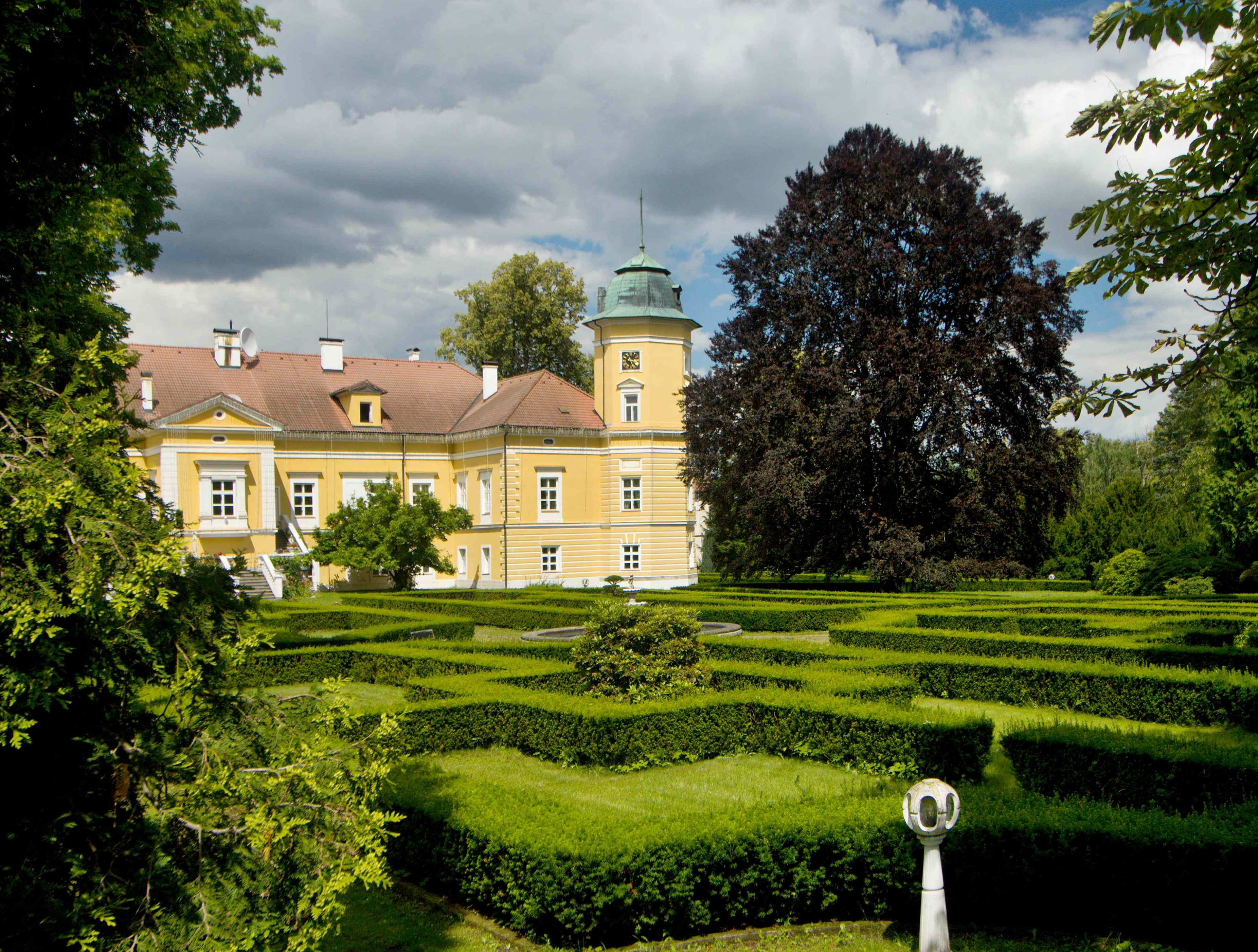
Zámek Chotoviny

Mezi další významné držitele Chotovin patřili Vratislavové z Mitrovic a zejména kardinál Kryštof Antonín hrabě Migazzi, který získal Chotoviny v roce 1768. Ten v místě staré tvrze vybudoval v letech 1770 až 1780 klasicistní zámek a za jeho držby byl opraven také kostel. V letech 1781 až 1786 byla přistavěna věž a původně gotický kostel byl barokně přestavěn. Stopy po gotickém kostele jsou dodnes patrny v presbytáři a hlavně v půdním prostoru. Z gotické doby se zachoval i svatostánek s hlavou Krista. Hrabě Migazzi postavil také nynější faru, což dokazuje kryptogram nad vchodem.
Roku 1806 koupil panství pražský občan Jan Nádherný z Borutína, později povýšený do šlechtického stavu. Jeho potomci, mezi něž patřila také Sidonie Nádherná, pak zůstali v Chotovinách až do roku 1945. Baron Nádherný dal zámku novorenesanční podobu. Ke kostelu přistavěl i empírovou hrobku ve stylu dórského chrámku. Významným počinem barona Nádherného bylo i založení zámeckého parku. Park o celkové rozloze 22,5 ha vybudoval baron Nádherný v první polovině 19. století a dnes je pro svou vysokou dendrologickou hodnotu evidován jako památka I. kategorie.
Škola vznikla v Chotovinách při obsazení fary ke konci 17. století. Zpočátku se učilo po chalupách, později byla škola umístěna v domě čp. 3 u kostela. Se stavbou jednopatrové školní budovy se začalo za přispění barona Nádherného roku 1809. Škola byla na dlouhou dobu dvoutřídní. Dětí však stále přibývalo, a tak se za přispění školní obce postavila v roce 1882 nová školní budova. V roce 1856 se začala stavět železniční dráha z Prahy do Vídně a v roce 1871 už projížděl Chotovinami první vlak.
V roce 1924 byla dokončena výstavba kostela Sboru církve československé husitské.

## Obyvatelstvo
| Rok            | 1869  | 1880  | 1890  | 1900  | 1910  | 1921  | 1930  | 1950  | 1961  | 1970  | 1980  | 1991  | 2001  | 2011  | 2021  |
| -------------- | ----- | ----- | ----- | ----- | ----- | ----- | ----- | ----- | ----- | ----- | ----- | ----- | ----- | ----- | ----- |
| Počet obyvatel | 2 425 | 2 565 | 2 578 | 2 448 | 2 279 | 2 161 | 2 047 | 1 652 | 1 705 | 1 571 | 1 537 | 1 512 | 1 525 | 1 686 | 1 801 |
| Počet domů     | 296   | 311   | 335   | 343   | 359   | 367   | 400   | 420   | 406   | 426   | 429   | 587   | 635   | 705   | 739   |

## Obecní správa

### Části obce
Ucelené jádro obce, kde jsou pojmenovány ulice, tvoří část Chotoviny spolu s částí Červené Záhoří. Ostatní části mají charakter připojených osad a vesnic. 
- Červené Záhoří
- Beranova Lhota
- Broučkova Lhota
- Chotoviny
- Jeníčkova Lhota
- Liderovice
- Moraveč
- Polánka
- Rzavá
- Řevnov
- Sedlečko
- Vrážná

V letech 1850–1899 a od 1. ledna 1976 do 23. listopadu 1990 k obci patřily i Jedlany, v letech 1850–1920 a od 1. ledna 1976 do 23. listopadu 1990 Košín a od 1. ledna 1981 do 23. listopadu 1990 také Dědice, Dědičky, Hoštice, Nemyšl, Prudice, Sudoměřice u Tábora, Úlehle, Úraz a Záhoříčko.

### Obecní symboly
Znak a vlajka byly obci uděleny rozhodnutím předsedy Poslanecké sněmovny Parlamentu České republiky dne 22. ledna 2001.
Znak obce je tvořen dvěma štíty - zeleným a stříbrným. V zelené části se nachází klíč s uchem, který v sobě má zakomponovanou iniciálu CH, a křížem přes klíč položený meč. To jsou hlavní atributy kostela sv. Petra a Pavla. Ve stříbrné části se nachází vlk znázorňující původní osadu Vlkančic, která s Chotovinami splynula.
Prapor obce je tvořen stříbrným listem, v jehož středu se nachází široký svislý zelený pruh.

## Doprava
- Autobusové spojení (5 zastávek v obci, cíle: Benešov, Nemyšl, Praha, Tábor, České Budějovice, Mladá Vožice)
- Vlakové spojení (stanice Chotoviny na železniční trati Praha – České Budějovice)

## Zařízení obce Chotoviny
- Mateřská škola
- Základní škola - 9 tříd
- Praktická a zubní lékařka
- Sportovní hala
- Kuželník
- Fotbalové hřiště
- Kulturní dům
- Pošta
- Hotel, penziony, restaurace
- Sanatorium plastické a estetické chirurgie
- Muzeum
- Pečovatelské byty, pečovatelská služba
- Obecní knihovna
- Obchody a podniká zde řada firem a živnostníků

## Společensko-kulturní akce
- Ples obce (únor)
- Ples školy (březen)
- Jarní výstava květin (květen)
- Chotovinská pouť (červen)
- Chotovinské zatáčky (srpen)
- Chotovinské slavnosti (srpen)
- Podzimní výstava květin(říjen)
- Zpívání u obecního stromečku (prosinec)

## Spolky vobci
- Český zahrádkářský svaz Chotoviny
- TJ Sokol Chotoviny
- Sbor dobrovolných hasičů Chotoviny
- Rybářský spolek Chotoviny
- Klub v Lomené
- Spolek přátel školy Chotoviny

## Listy Chotovinska
Pravidelně každý měsíc vycházející noviny už od roku 1993 v nákladu 800 kusů.

## Budoucnost
Vzhledem k výhodné poloze obce (sjezd z dálnice D3, železnice Tábor-Praha a pozemkům, které jsou v územním plánu Chotovin vyčleněny pro průmyslovou zónu) existují předpoklady pro další rozvoj podnikatelské činnosti a tím i rozvoj celé obce.

## Pamětihodnosti
- Zámek Chotoviny
- Kostel svatých Petra a Pavla
- Kostel československý husitský

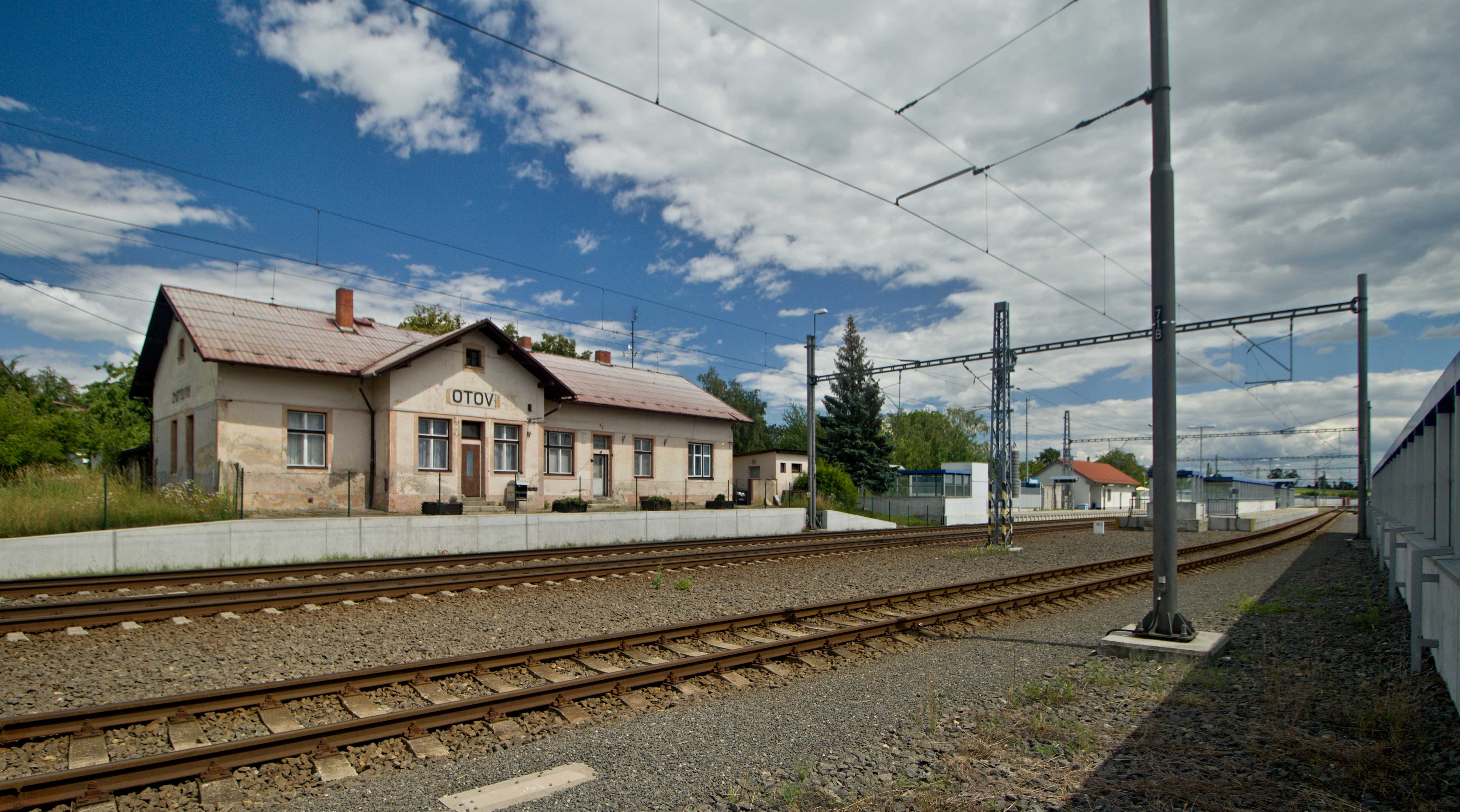
Železniční zastávka v Chotovinách

- Poutní kaplička Panny Marie u studánky
- Železniční most na trati Tábor - Praha
- Socha svatého Jana Nepomuckého naproti zámku
- Socha svatého Jana Nepomuckého na cestě z nádraží
- Fara
- Empírová hrobka barona Nádherného

V severozápadní části obce se nachází Křížová cesta z roku 1808, obnovená roku 2012.

## Osobnosti
- Jan Adam Vratislav z Mitrovic (1677–1733), biskup královéhradecký a litoměřický, pražský arcibiskup
- Karel Dlabal (1927–2014), český plastický chirurg, místní zastupitel
- Petr Aksamit († 1458), český zeman a husitský vojevůdce
- Eduard Lederer (1859–1944), československý spisovatel, dramatik a básník

## Partnerská obec
- Buchlovice

## Galerie

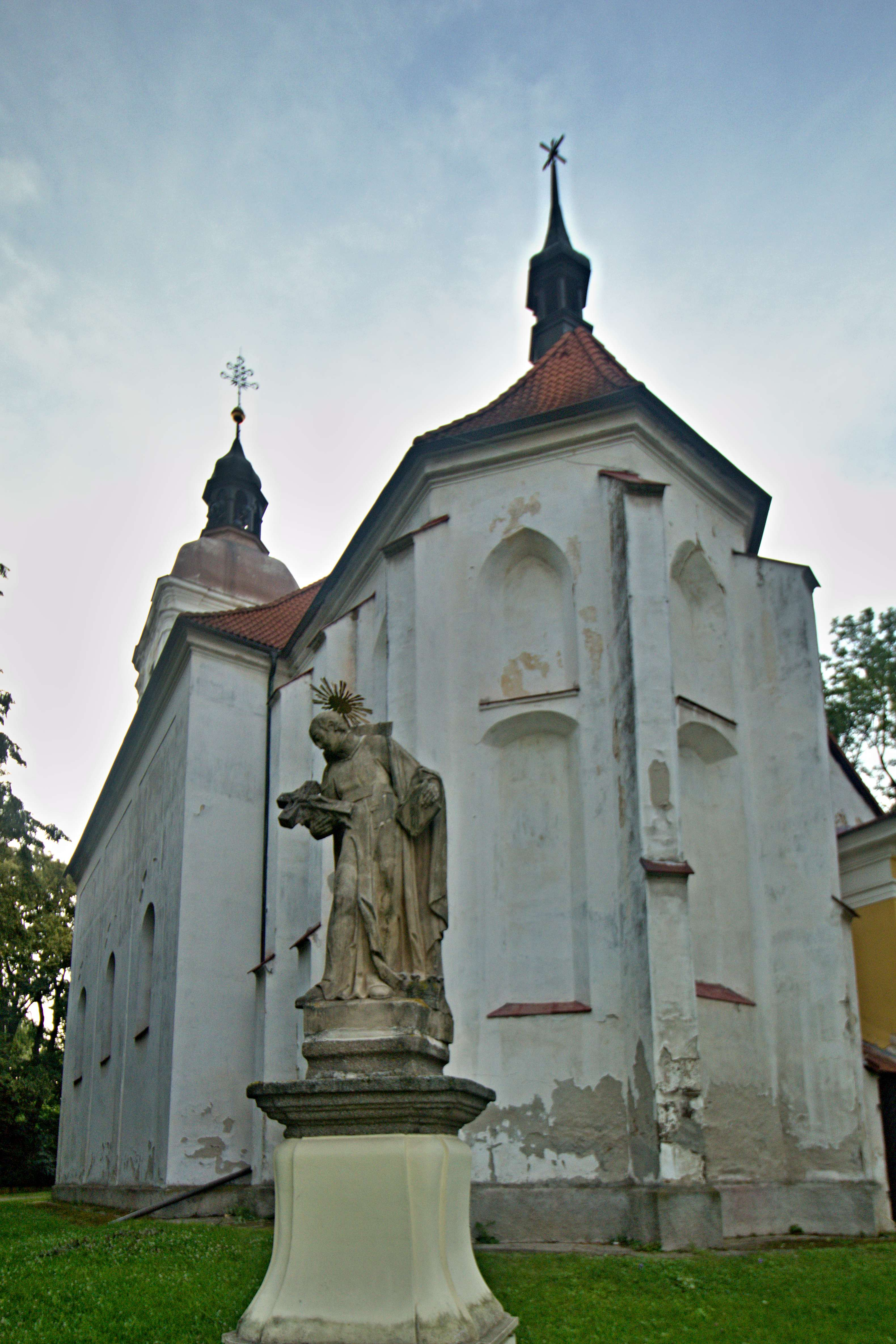
Kostel svatých Petra a Pavla
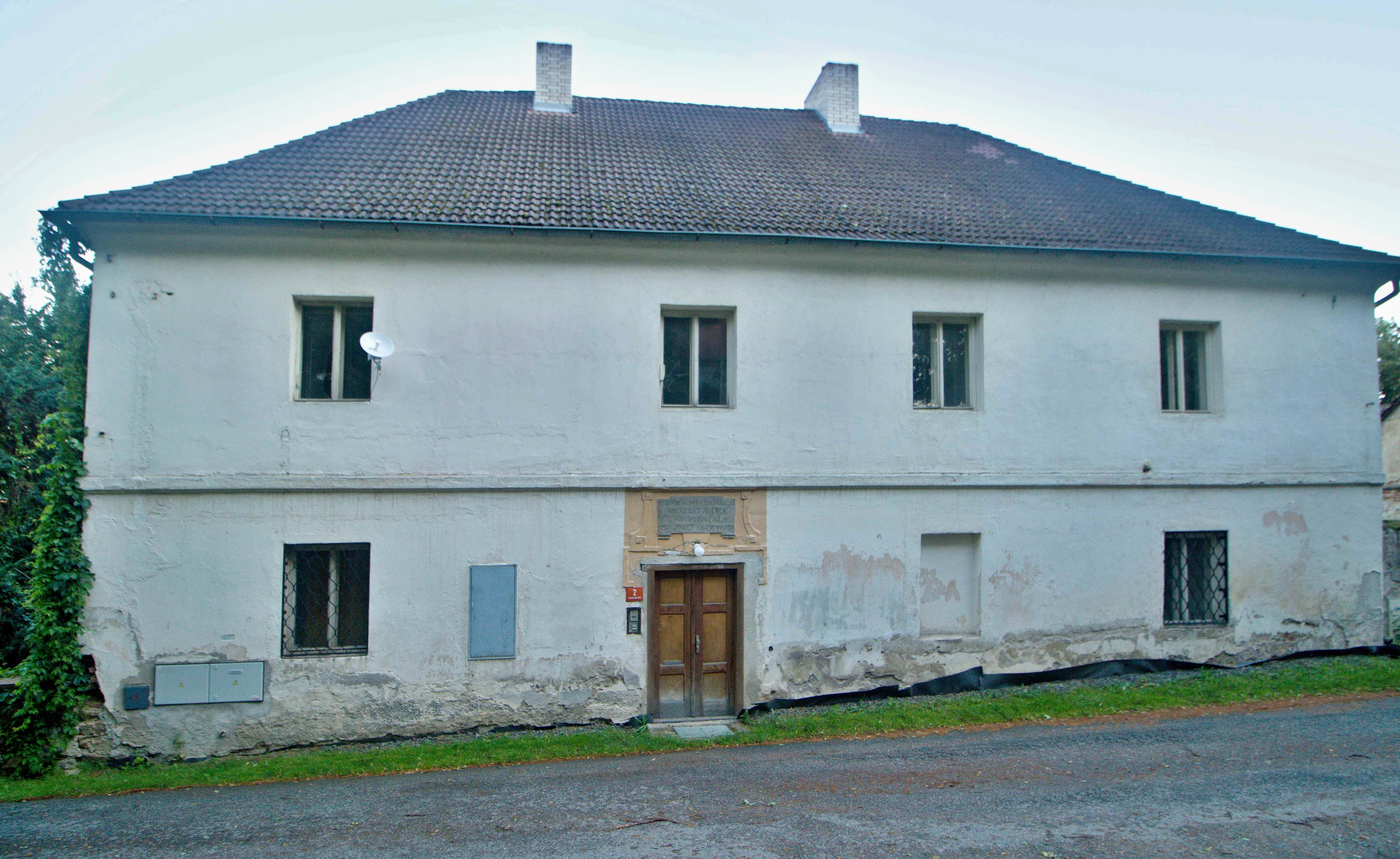
Barokní fara
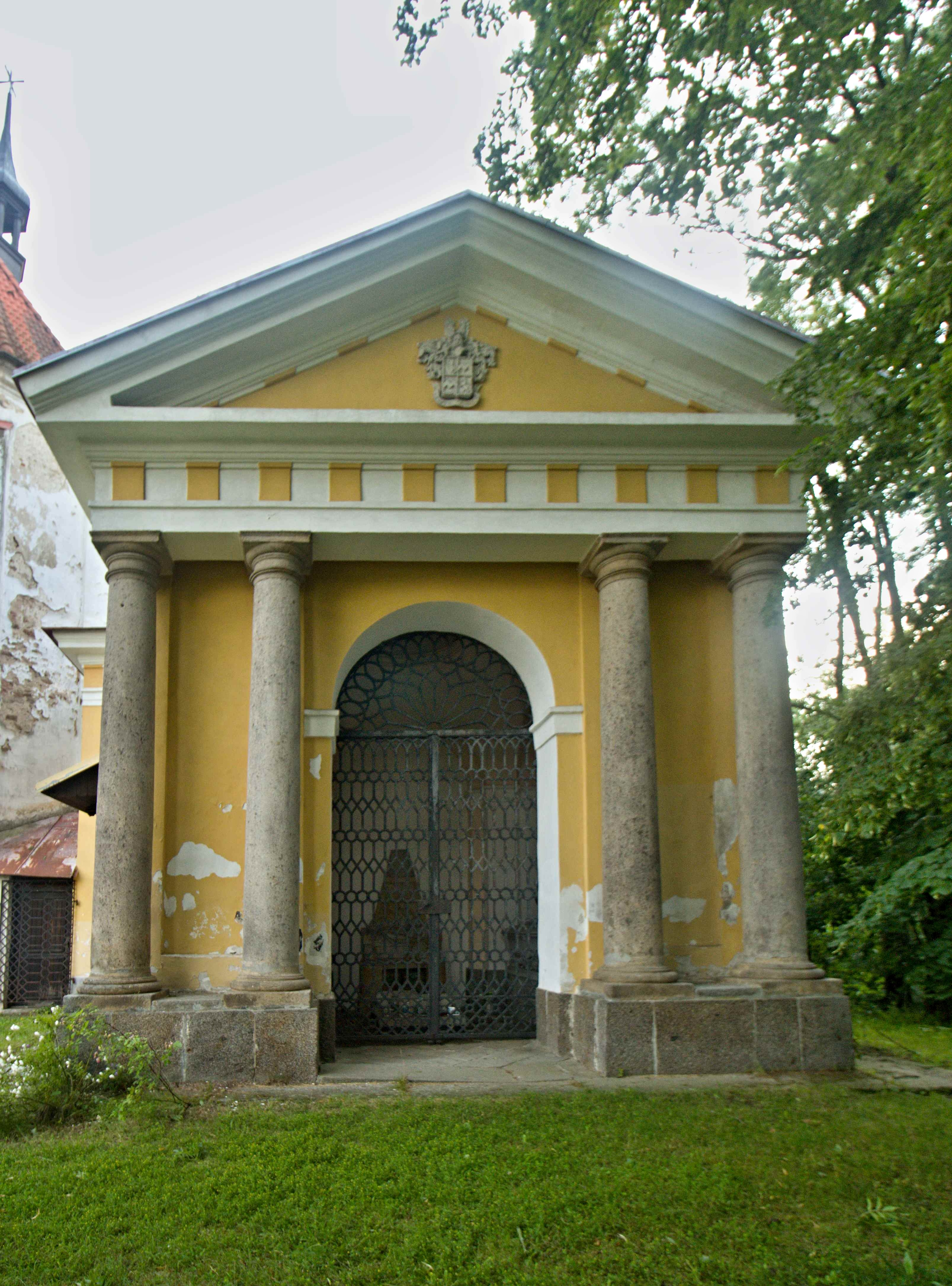
Empírová hrobka Nádherných z Borutína při kostele svatého Petra a Pavla
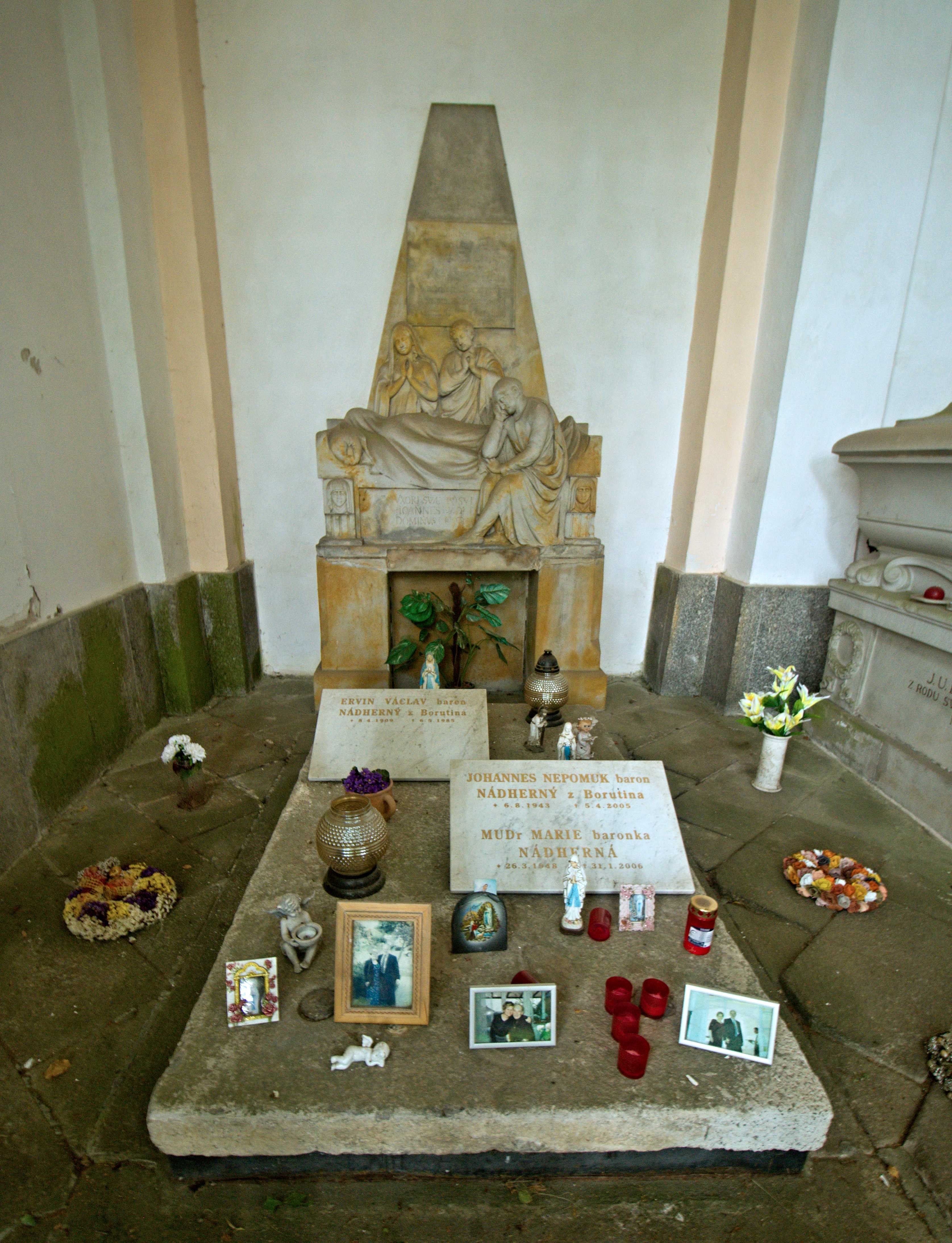
Hrobka Nádherných z Borutína
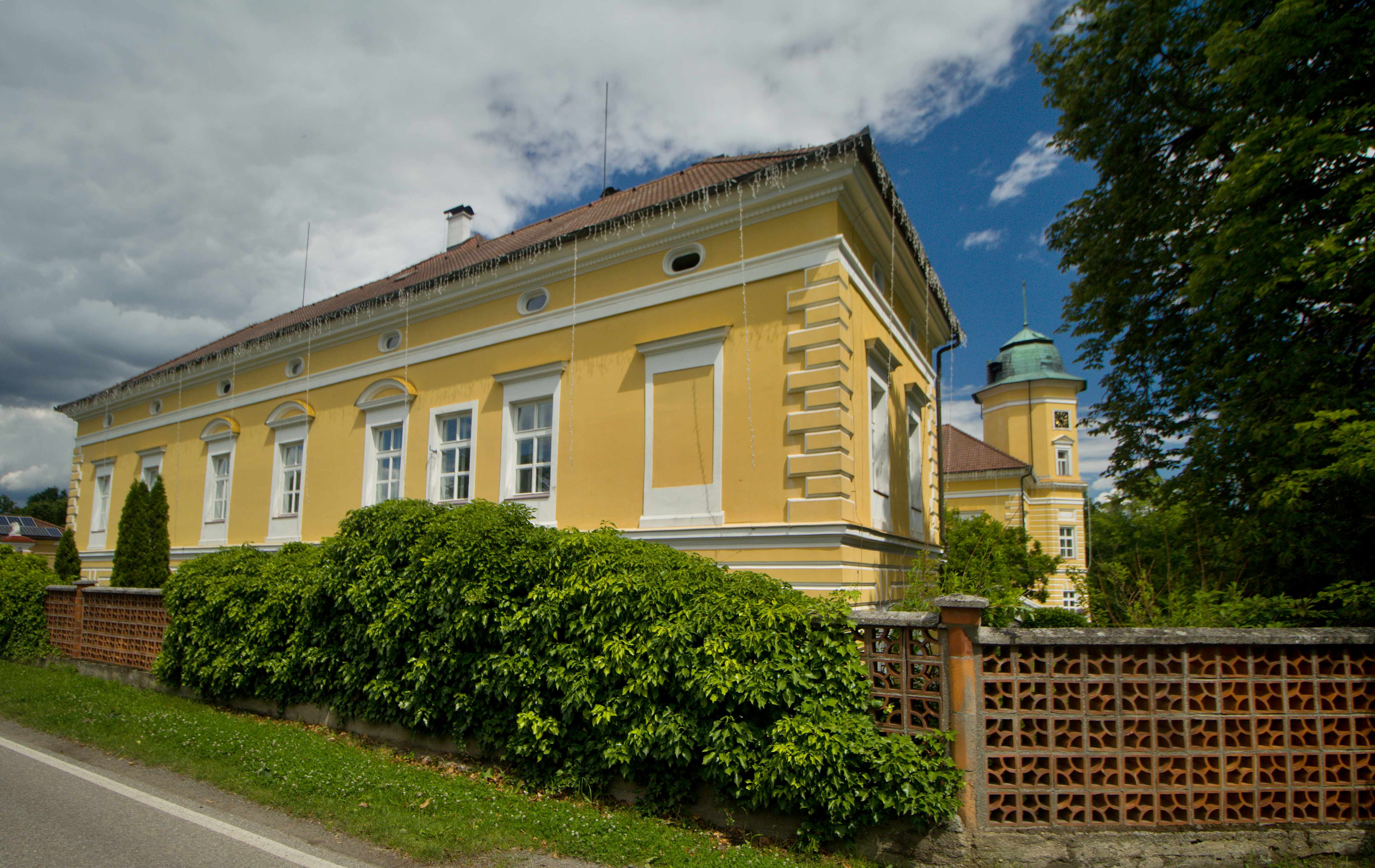
Zámek
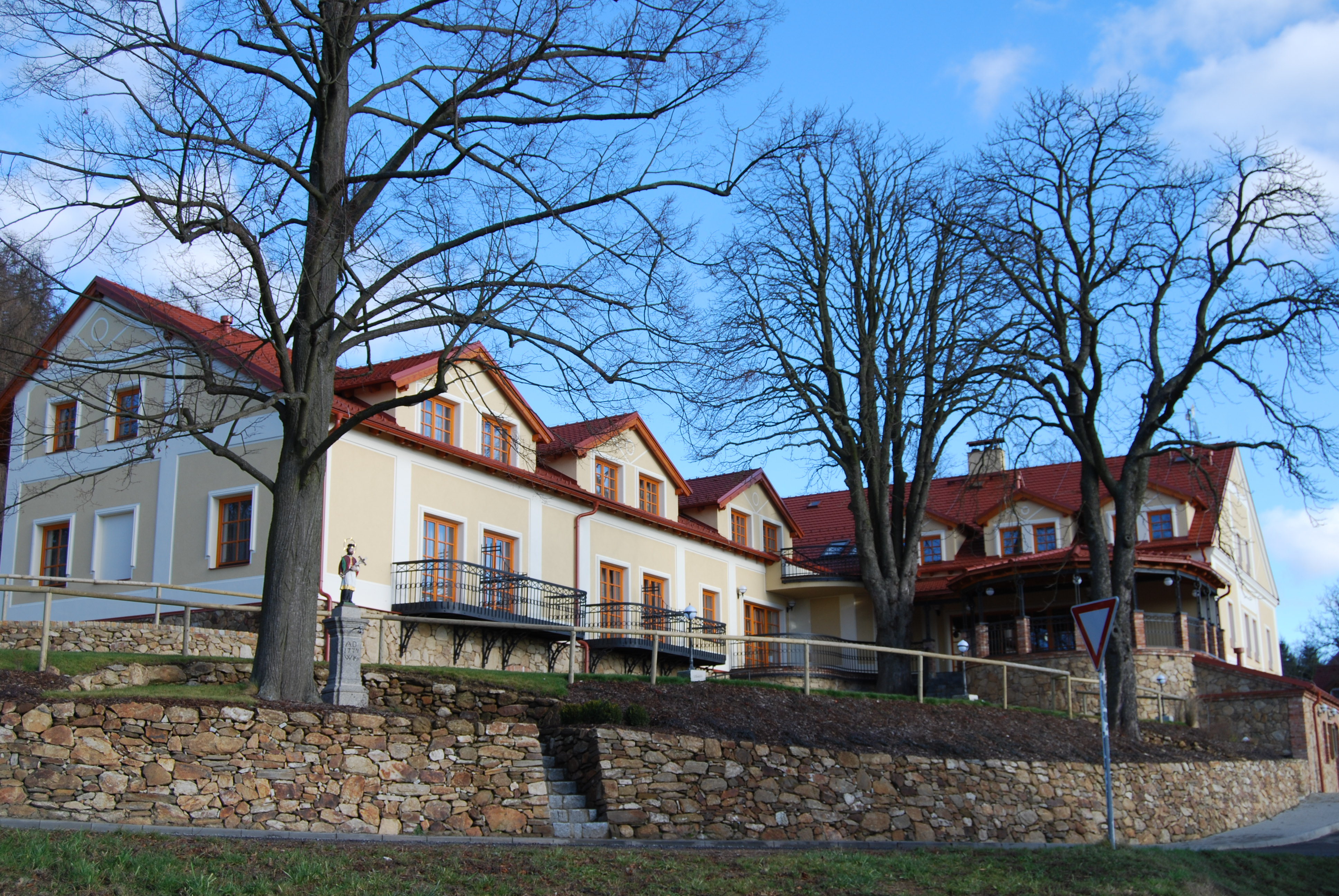
Hotel Gold
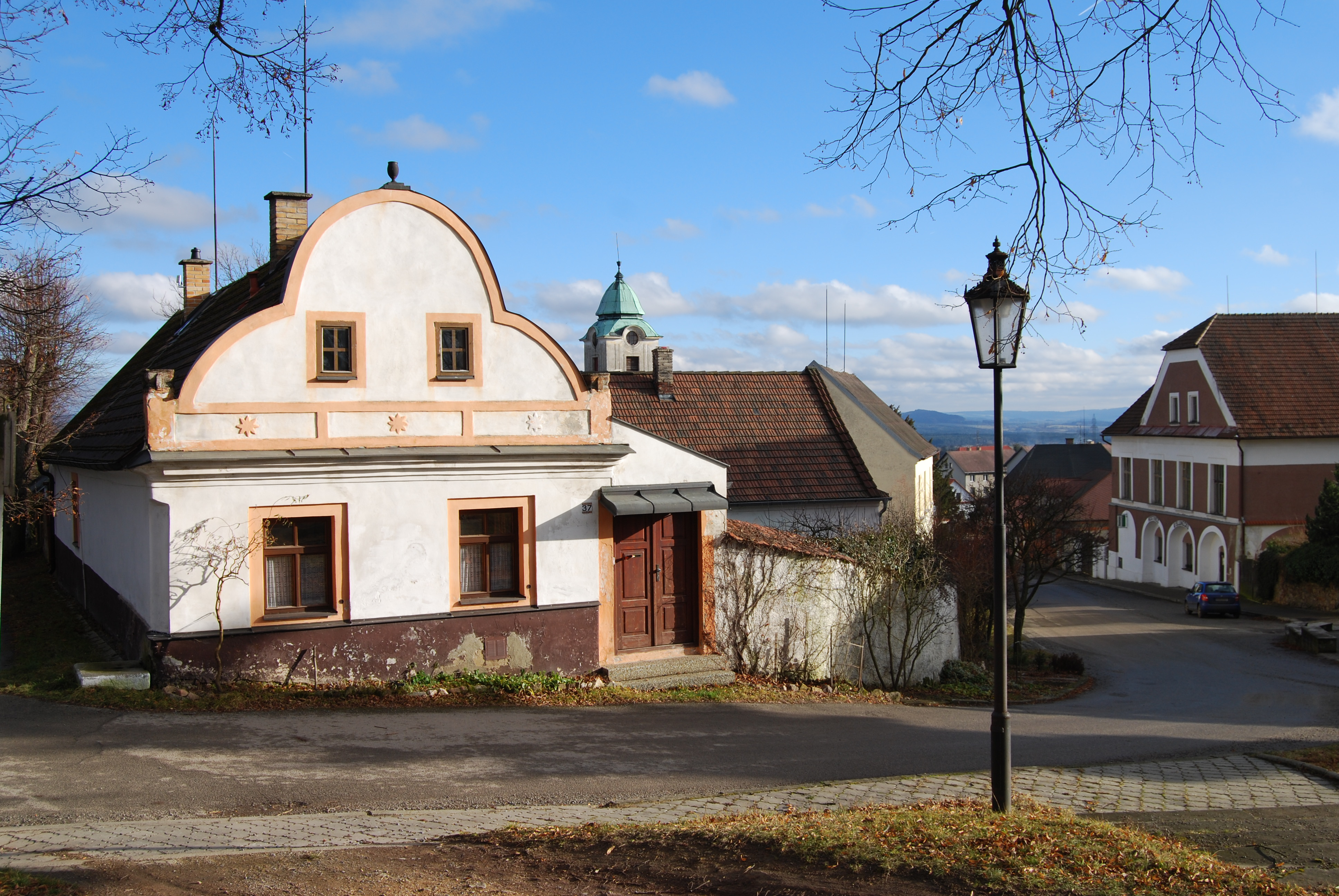
Pohled od kostela
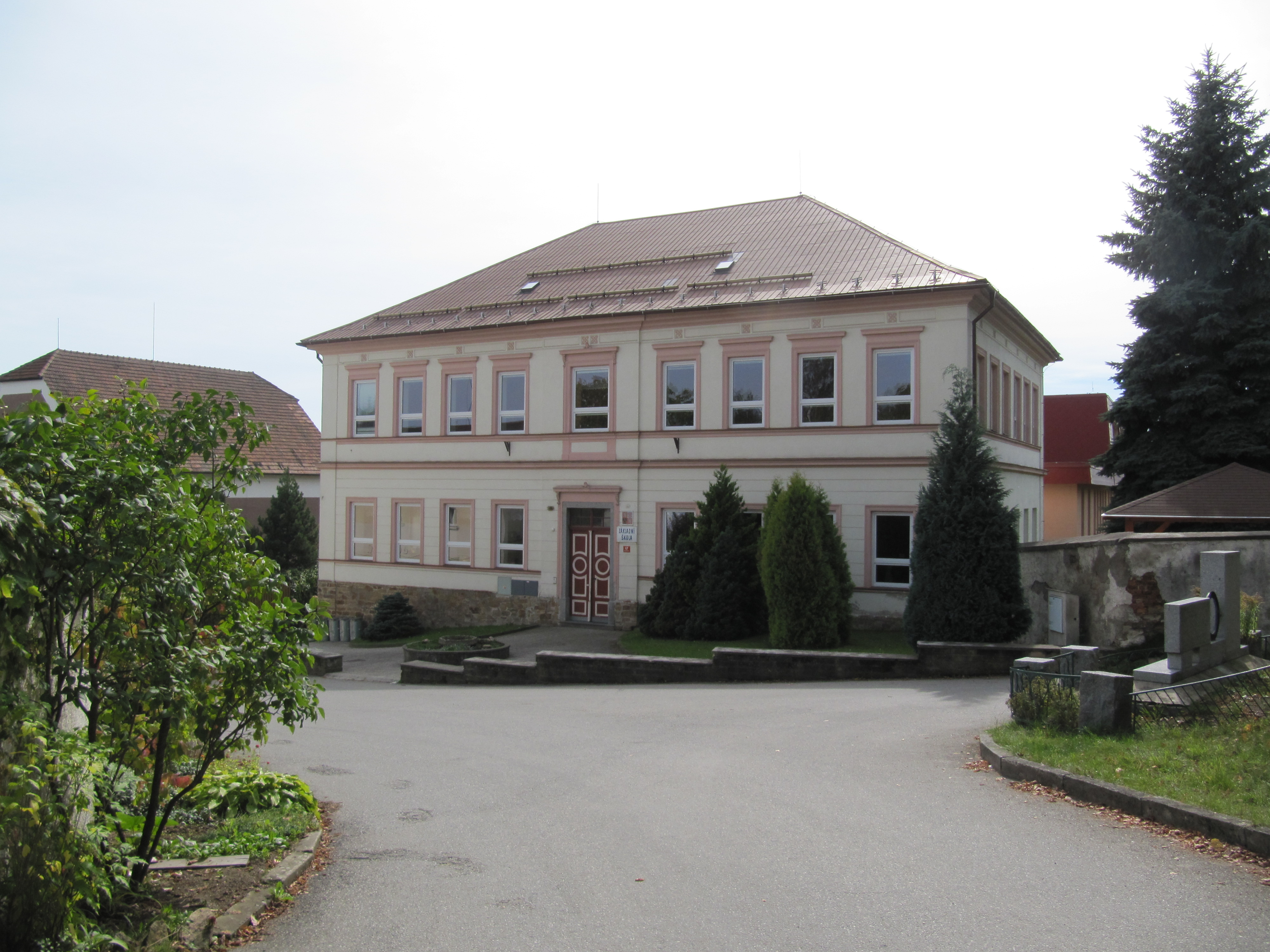
Základní škola
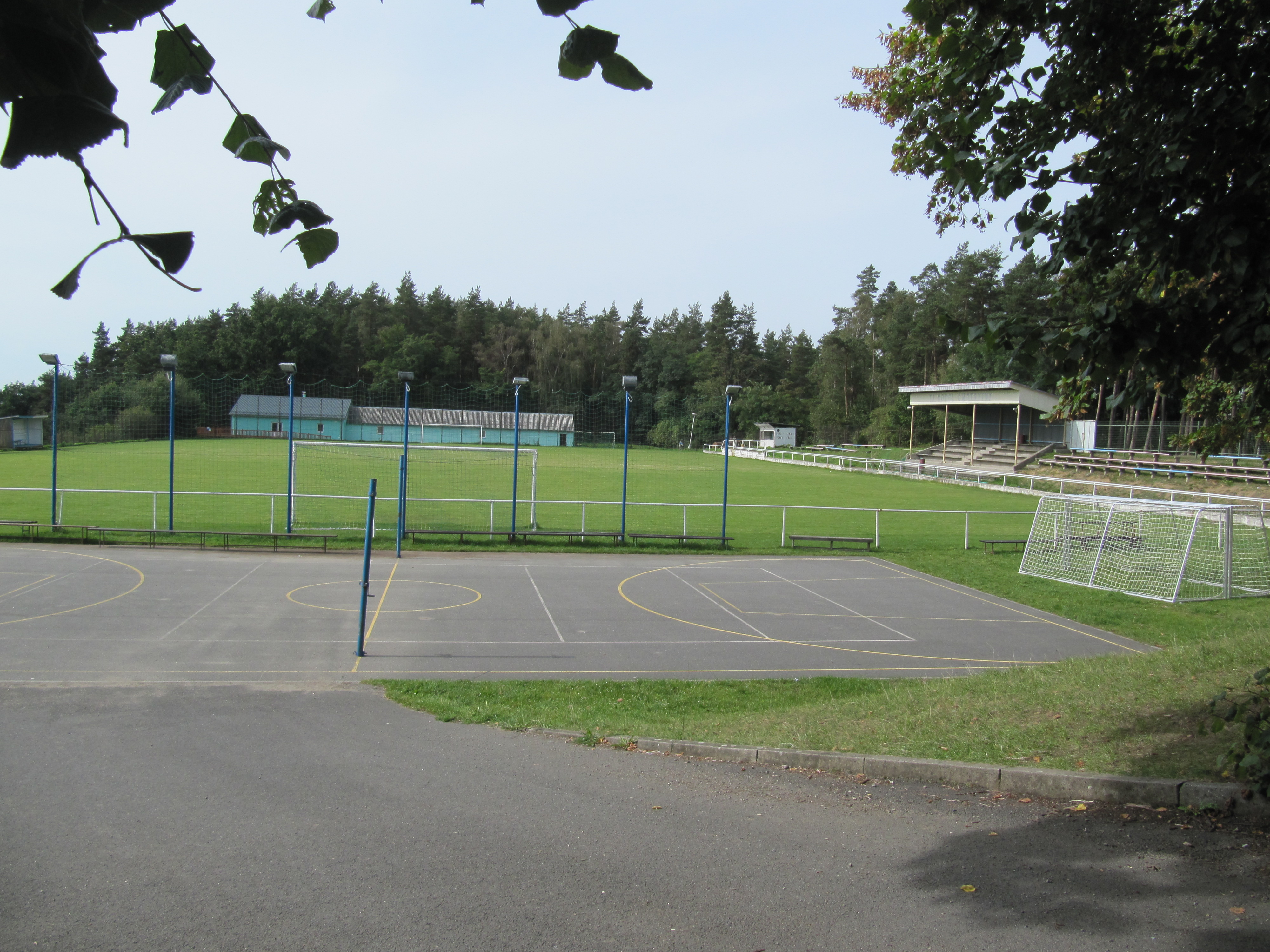
Hřiště
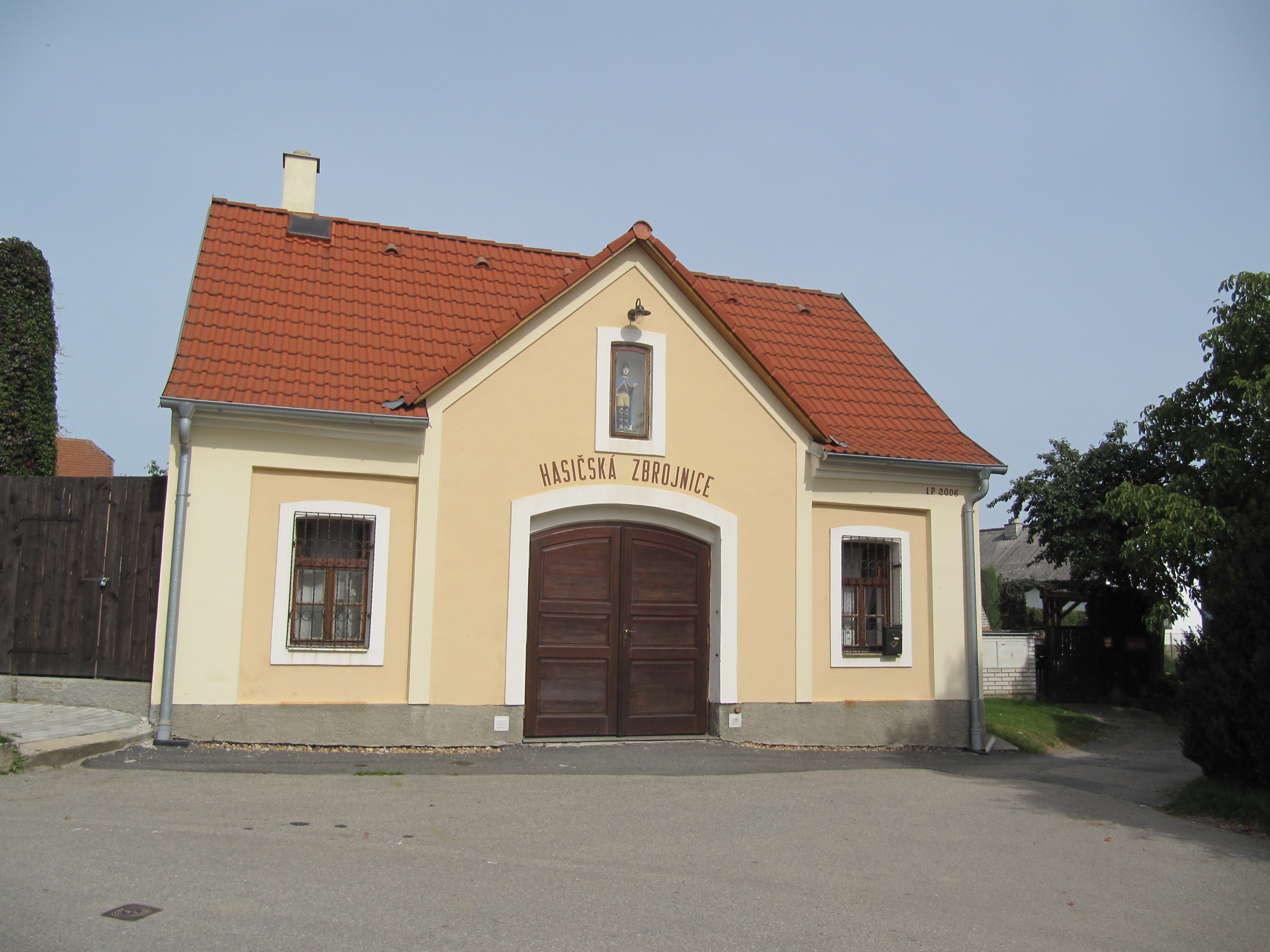
Chotoviny, hasičská zbrojnice
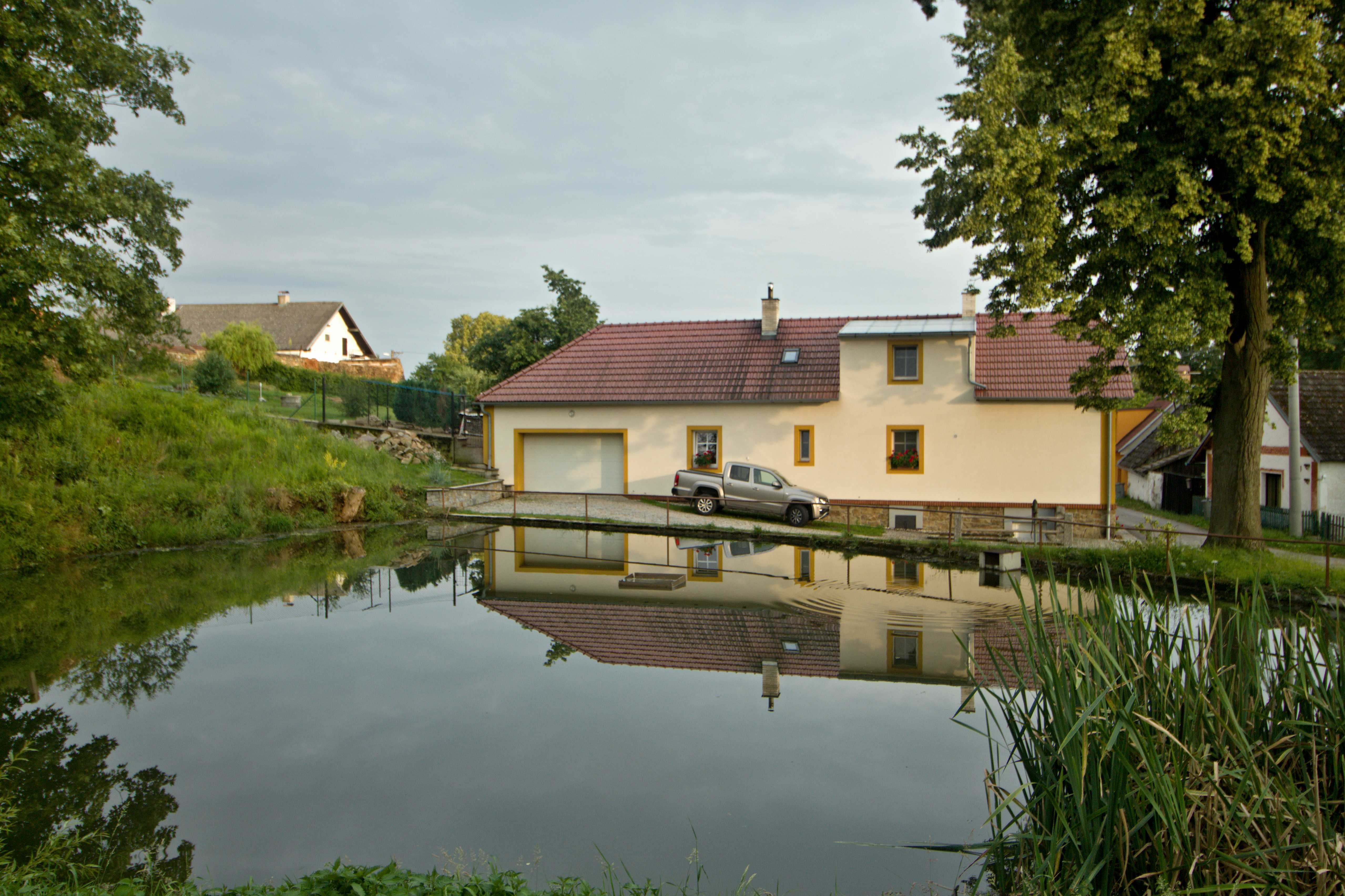
Chotoviny-Moraveč